# Carmélites messagères de l'Esprit Saint
Les Carmélites messagères de l'Esprit Saint forment une congrégation religieuse féminine apostolique et contemplatif de droit diocésain.

## Histoire

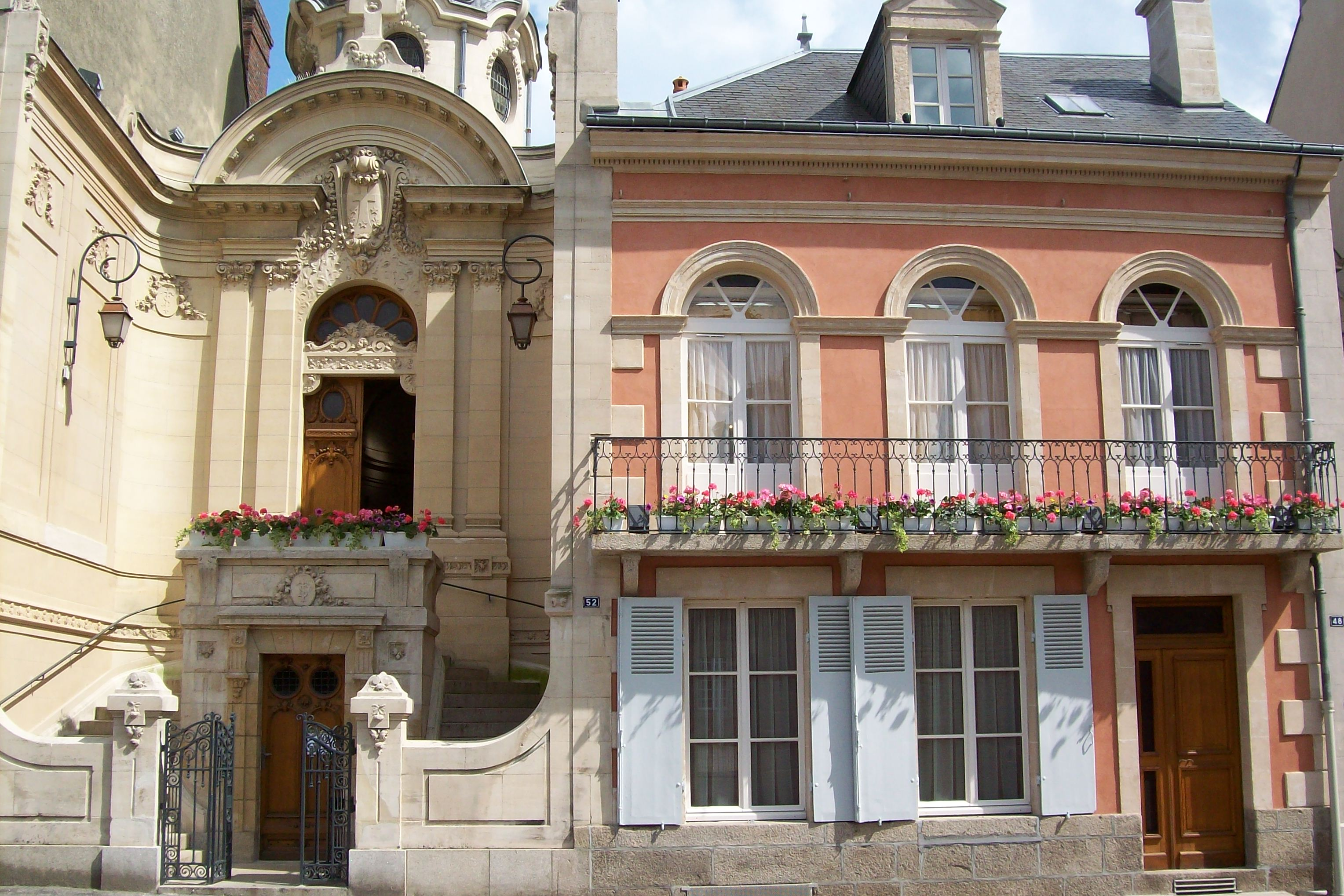
Depuis 2020, les sœurs accueillent les pèlerins qui viennent visiter la demeure de Louis et Zélie Martin et maison natale de Thérèse à Alençon.

Le 30 juillet 1984, sœur Marie José de l'Esprit Saint quitte son couvent du Carmel, avec les encouragements du Père Saens de Baranda (1930-2017), supérieur général des carmes déchaux, dans le but de fonder une congrégation diffusant la spiritualité carmélitaine dans le monde. En 1987, la communauté s'installe à Vitória puis se déplace en 1995 à São Paulo, accueillie par Fernando Figueiredo, évêque du diocèse de Santo Amaro (pt).
Le 8 septembre 1995, la congrégation reçoit l'approbation temporaire de ses constitutions ce qui augmente le nombre de sœurs qui se répandent au Brésil, et aussi en Europe, à partir de 1999. En 1998, la fondatrice ajoute, dans le charisme de sa congrégation, l'adoration perpétuelle du Saint-Sacrement en esprit de réparation. L'institut est érigé en institut religieux de droit diocésain le 11 mars 2003. La branche masculine est fondée le 1er novembre de la même année. Mère Marie José de l'Esprit Saint est élue supérieure générale au premier chapitre le 28 juin 2004.
Elles arrivent en France en 2005 avec les communautés de Toulon et d'Orange, puis vient celle de Vénissieux en 2013. La dernière communauté est celle d'Alençon en 2020 pour accueillir les pèlerins dans la maison natale de Thérèse en remplacement des Petites sœurs de Sainte Thérèse de l'Enfant Jésus.

## Activités et diffusion
Les sœurs se dédient à la diffusion de spiritualité du Carmel et à l'évangélisation par différents moyens comme le catéchisme, l'animation de groupe de prière ou la visite aux malades. Elles consacrent plusieurs heures à la prière avec la récitation de l'office divin et la Lectio divina.
L'institut compte environ 180 sœurs dans des communautés au Brésil, en Italie, en Espagne et en France.